# Euphorbia dinteri
Euphorbia dinteri là một loài thực vật có hoa trong họ Đại kích. Loài này được A.Berger mô tả khoa học đầu tiên năm 1906.